# Ghlig Ehl Beye, Hodh El Gharbi
Ghlig Ehl Beye este o comună din departamentul Kobenni, Regiunea Hodh El Gharbi, Mauritania, cu o populație de 8.798 locuitori.